# Vápenice
Vápenice är en ort i Tjeckien.   Den ligger i distriktet Okres Uherské Hradiště och regionen Zlín, i den östra delen av landet, 280 km sydost om huvudstaden Prag. Vápenice ligger 416 meter över havet och antalet invånare är 191.
Terrängen runt Vápenice är lite kuperad. Runt Vápenice är det ganska glesbefolkat, med 40 invånare per kvadratkilometer. Närmaste större samhälle är Uherský Brod, 15,5 km väster om Vápenice. I omgivningarna runt Vápenice växer i huvudsak blandskog.